# Affaire Firmin Mahé
L'affaire Firmin Mahé est une affaire judiciaire relative au meurtre en 2005 de Firmin Mahé, civil ivoirien de 29 ans et coupeur de route notoire, par des soldats français du 13e bataillon de chasseurs alpins présents en Côte d'Ivoire dans le cadre de l'opération Licorne. Son traitement judiciaire, au regard du contexte, s'est porté sur la question de l'illégalité et de sa légitimité éventuelle.

## Les faits

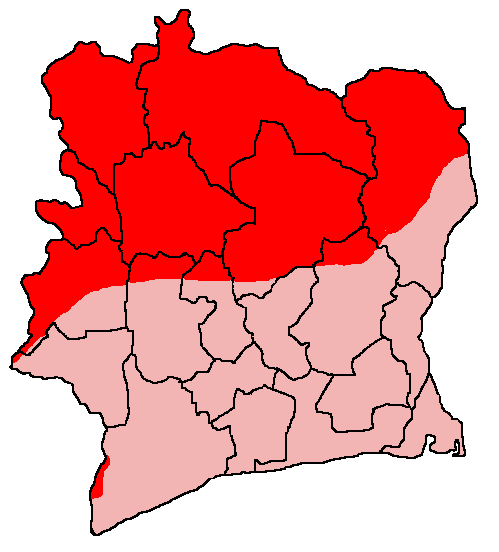
En rouge foncé, les territoires contrôlés par les rebelles, en mai 2005.

La région est contrôlée par les rebelles, aucune force étatique policière n'est alors présente sur le territoire aux mains des rebelles, favorisant exactions diverses, viols et meurtres.
Firmin Mahé, coupeur de route notoire, auteur présumé d'exactions, de séances de torture à la machette, de viols, dans l'ouest du pays, est capturé à Bangolo par des militaires français, le 13 mai 2005. Un tir l'atteint, mais il parvient à s'échapper. Plus tard, dans la journée, il est retrouvé blessé par des militaires français, le long d'une route.
Le général Henri Poncet aurait alors implicitement demandé au colonel Éric Burgaud (selon les dires d'Éric Burgaud, et en cohérence avec le portrait d'Henri Poncet décrit par son ancien adjoint le général Renaud de Malaussène) d'éliminer Firmin Mahé. L'ordre aurait été transmis à l'adjudant-chef Guy Raugel, qui demande à son supérieur une confirmation explicite qu'il obtient. Guy Raugel choisit deux hommes pour l'accompagner dans cette tâche : le brigadier-chef Johannes Schnier et le brigadier Lianrifou ben Youssouf. Ce dernier conduit le camion à l'arrière duquel Guy Raugel étouffe Firmin Mahé à l'aide d'un sac plastique, tandis que Johannes Schnier le tient.
Un communiqué militaire de mai 2005 indique que le « dangereux milicien » Firmin Mahé était « mort de ses blessures » après avoir ouvert le feu sur les militaires français qui venaient le capturer dans l'ouest de la Côte d'Ivoire.
Selon les militaires ainsi que des civils ayant témoigné au procès de 2012, les mois qui suivent voient une chute importante du nombre de viols et d'exactions à la machette dans l'ouest du pays,.

## Réactions
L'affaire s'ébruite dans les médias en France à partir d'octobre 2005. 
Le président Jacques Chirac évoque l'affaire lors des vœux à l'armée début 2006 : il reconnait les faits mais estime que « cet acte ne saurait en rien ternir la réputation des armées françaises ».

## Affaire judiciaire

### Tribunal aux armées de Paris (2010)
Le 17 octobre 2005, le général Henri Poncet, est suspendu par le ministre de la Défense, Michèle Alliot-Marie, pour « manquements graves à la loi, aux règlements militaires et aux ordres ». Deux autres militaires sont suspendus : le colonel Eric Burgaud, chef de corps du 13e bataillon de chasseurs alpins, et un adjudant-chef, chef de la section qui aurait tiré sur Mahé.
Le 28 novembre 2005, après que le Conseil d'enquête militaire a établi que l'adjudant-chef et les deux hommes du rang étaient bien présent dans le blindé au moment du décès de Firmin Mahé, ils sont placés en garde à vue pour homicide volontaire. Le lendemain, le colonel Éric Burgaud est à son tour placé en garde à vue.
Le 2 novembre 2005, Henri Poncet, et son adjoint opérations, le général Renaud de Malaussène reçoivent un blâme et une mutation pour ne pas avoir informé leurs autorités. Poncet est muté à un poste de chargé de mission à la Direction du Renseignement militaire (DRM).
Le 13 décembre 2005, Henri Poncet est mis en examen pour « complicité d'homicide volontaire ». Le 17 mai 2010, le procureur du Tribunal aux armées de Paris (TAP) requiert un non-lieu en faveur d'Henri Poncet. Le 16 juillet 2010, le juge d'instruction chargé du dossier prononce une ordonnance de non-lieu.

### Cour d'assises de Paris (2012)
En octobre 2005, Guy Raugel, Johannes Schnier et Lianrifou ben Youssouf sont emprisonnés par les autorités militaires, à titre préventif, durant plus de six mois.
Ce procès est le premier du genre en France : les faits sont en effet jugés par un tribunal de droit commun et non par un tribunal militaire.
Le 7 décembre 2012, Éric Burgaud est condamné par la cour d'assises de Paris à cinq ans de prison avec sursis pour complicité du meurtre de Firmin Mahé, en tant que donneur d'ordre. Après avoir dans un premier temps nié l'ordre donné, il se rétracte et explique au cours du procès avoir agi conformément aux ordres du général Henri Poncet (version des faits cohérente avec le portrait d'Henri Poncet décrit par son ancien adjoint le général Renaud de Malaussène) tout en assumant la « totale responsabilité » de ses actes. 
L'adjudant-chef Guy Raugel qui a étouffé Firmin Mahé est condamné à 4 ans de prison avec sursis. Le brigadier-chef Johannes Schnier est condamné pour complicité de meurtre, à un an de prison avec sursis. Le brigadier Lianrifou ben Youssouf (le chauffeur), est acquitté.
En 2013, pourtant acquitté, Lianrifou ben Youssouf se voit refuser sa réintégration dans l'armée,.

## Audiographie
- Affaires sensibles, Juliette Prouteau, L'affaire Firmin Mahé (épisode de série radiophonique), 29 août 2022, [lire en ligne].